# 슈퍼 가미오칸데

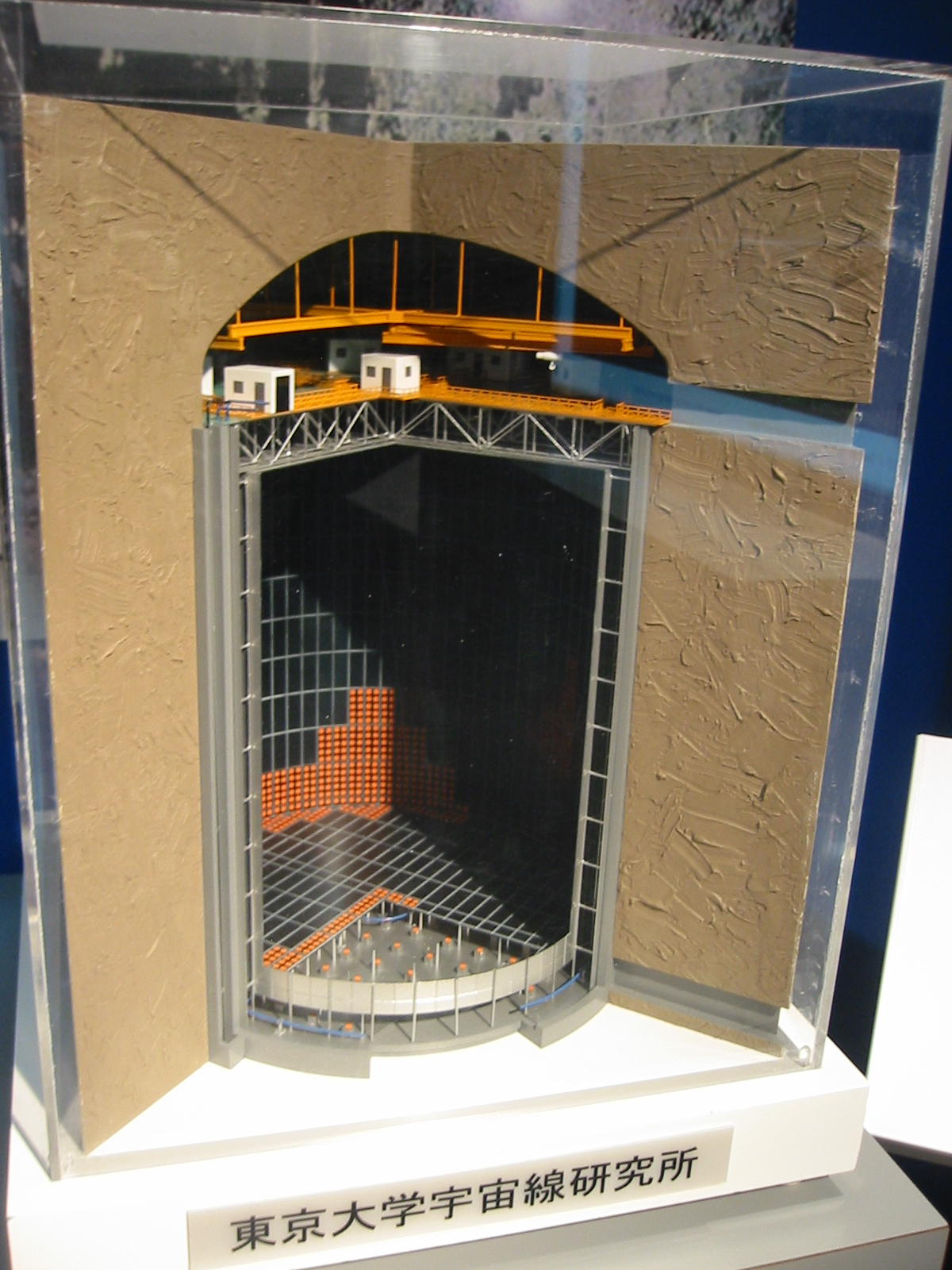

슈퍼 가미오칸데(Super-Kamiokande, 일본어: スーパーカミオカンデ, 정식 명칭은 슈퍼 가미오칸데 핵자 붕괴 실험, 혹은 줄여서 슈퍼-K)는 일본 기후현 히다시의 가미오카 광산에 있는 중성미자 검출 실험 연구소이다. 1998년 중성미자 진동에 관한 최초의 실험적 증거를 제시하여 중성미자에 미세하지만 질량이 있다는 사실을 밝혀냈다. 이것은 표준 모형을 넘어서서 오랫동안 입자물리학에서 알아내고자 하였던 중요한 문제였다.

## 같이 보기
- 중성미자 천문학
- 중성미자 탐지기